# Priscil·la i Àquila
Priscil·la i Àquila eren, segons el Nou Testament, una parella de jueus convertits al cristianisme. Són venerats com a sants en totes les confessions cristianes. Apareixen en el Martirologi Romà i la seva festivitat és commemorada per l'Església Catòlica Romana el 8 de juliol; l'Església Ortodoxa els commemora el 13 de febrer. En les llegendes medievals de sants la seva història es va barrejar amb la de la jove màrtir Santa Prisca de Roma.

## Elements de biografia
Àquila --casat amb Prisca o (o Priscil·la, diminutiu del nom romà Prisca) és originari de la regió del Pont.És un jueu llatinitzat que com l'apòstol Pau pertanyia a la tribu de Benjamí. · Expulsat de Roma per un edicte de l'emperador Claudi, es troba a Corint el 50-51,on instal·la una fàbrica de tendes. Hi hostatja Pau i fins i tot el contracta en la seva empresa durant algun temps, a l'inici de la seva estada a la ciutat. Llavors se'n va a Efes amb la seva dona Priscil·la, on completen la formació d'Apol·ló, un jueu d'Alexandria que va reconèixer Jesús com a Messies. Va fundar diverses esglésies domèstiques a la ciutat.
Comparteix els riscos que corre Pau abans de sortir d'Efes, sembla que per causa de Roma. Segons la Segona Epístola a Timoteu, va tornar més tard a Efes.És un gran viatger.

## Al Nou Testament
Priscil·la i Àquila s'esmenten als Fets dels Apòstols i a les Epístoles de Pau de Tars:
- «Allà [Pau] va trobar un jueu anomenat Àquila, originari del Pont, que acabava d'arribar d'Itàlia amb Priscil·la, la seva muller, perquè Claudi havia decretat l'expulsió de tots els jueus de Roma. Pau s'uní a ells i, com que tenia el mateix ofici de fabricar tendes, s'estava a casa d'ells i treballaven plegats. » ［Ac 18:2-3］
- «Pau encara es quedà força dies a Corint. Després es va acomiadar dels germans i s'embarcà cap a Síria. L'acompanyaven Priscil·la i Àquila. A Cèncrees s'havia rapat el cap, a causa d'una prometença. Arribaren a Efes i allí se separà d'ells dos. Va entrar a la sinagoga i adreçà la paraula als jueus » ［Ac 18:18-19］
- Actes 18:26 : «Apol·ló es posà a parlar amb valentia a la sinagoga. Quan Priscil·la i Àquila el van sentir, el prengueren a part i li exposaren més exactament el Camí de Déu. » ［Ac 18:26］
- Romans: «Saludeu Prisca i Àquila, col·laboradors meus en Jesucrist, que van exposar la seva vida per salvar la meva: no sóc jo sol a agrair-los-ho, sinó totes les esglésies que no són jueves ». ［Rm 16:3-4］
- 1 Corintis 16:19 : «Us saluden les esglésies de l'Àsia. Us saluden especialment en el Senyor Àquila i Prisca, amb tota l'església que es reuneix a casa d'ells. » ［1 Co 16:19］
- 2 Timoteu 4:19 : «Saluda Prisca i Àquila i els de la casa d'Onesífor. » ［2 Tm 4:19］